# Leichtathletik-Europameisterschaften 2018/20 km Gehen der Männer

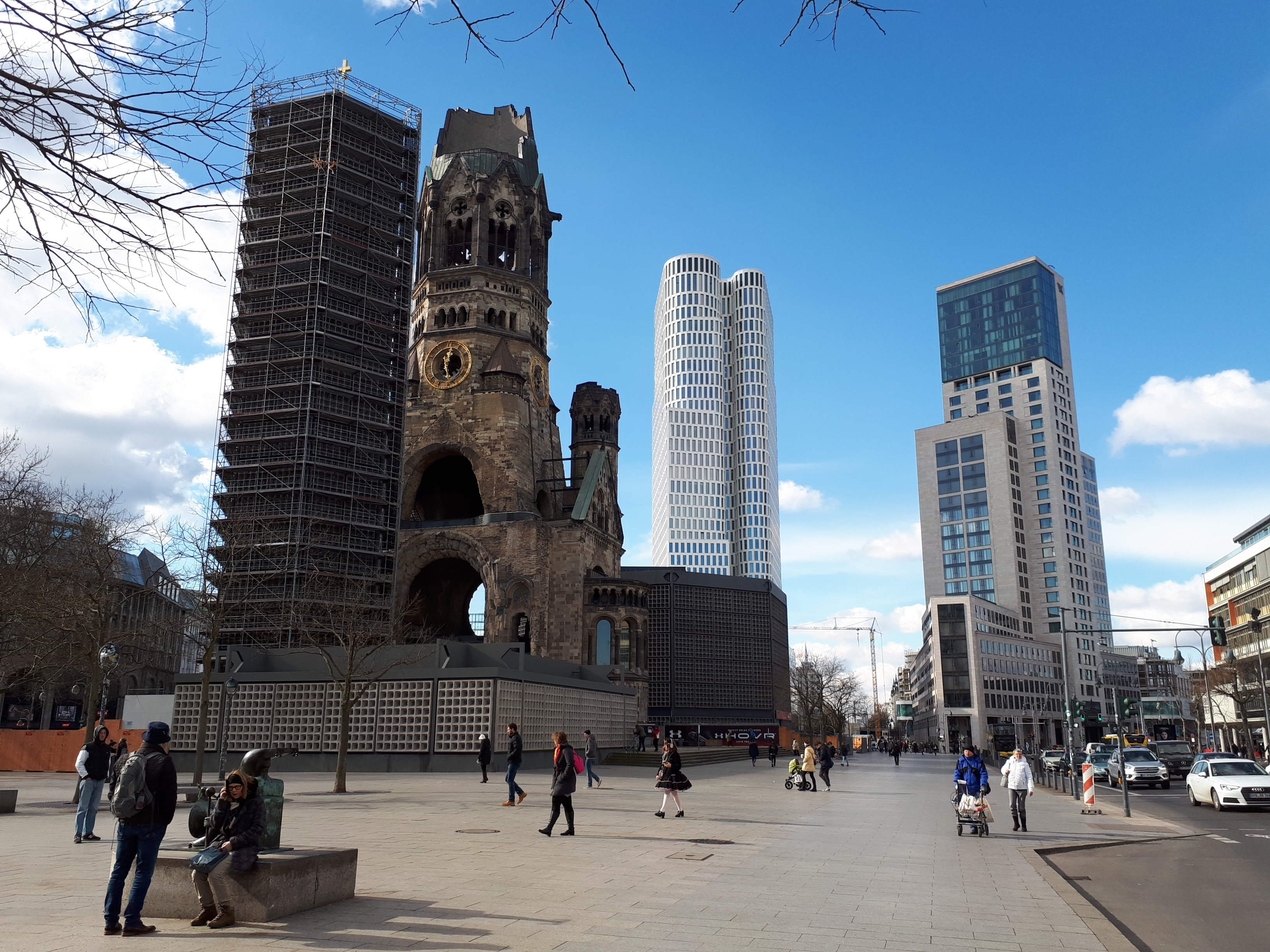
Breitscheidplatz an der Kaiser-Wilhelm-Gedächtniskirche,
Start und Ziel des Wettbewerbs

Das 20-km-Gehen der Männer bei den Leichtathletik-Europameisterschaften 2018 fand am 11. August in der deutschen Hauptstadt Berlin statt.
Es gab einen spanischen Doppelsieg. Der Europameistertitel ging an Álvaro Martín, Zweiter wurde Diego García. Der unter neutraler Flagge startende Russe Wassili Misinow gewann die Bronzemedaille.

## Streckenführung
Die 28 teilnehmenden Geher hatten zwanzig Mal eine ein Kilometer lange Runde zu bewältigen, die am Breitscheidplatz auf der Budapester Straße begann und weiter östlich bis zum Wendepunkt an der Straßenkreuzung am Olof-Palme-Platz führte. Die Athleten passierten wieder den Breitscheidplatz auf der Budapester Straße. Nach einem Wendepunkt vor dem Zoofenster kehrten die Teilnehmer zum Breitscheidplatz – dem Start- und Zielpunkt – zurück.

## Bestehende Rekorde
| Weltrekord           | 1:16:36 h | Yūsuke Suzuki              | Nomi, Japan             | 15. März 2015  |
| Europarekord         | 1:17:02 h | Yohann Diniz               | Arles, Frankreich       | 8. März 2015   |
| Meisterschaftsrekord | 1:18:37 h | Francisco Javier Fernández | EM München, Deutschland | 6. August 2002 |

Der bestehende EM-Rekord wurde hier in Berlin nicht erreicht. Mit seiner Siegerzeit von 1:20:42 min blieb der spanische Europameister Álvaro Martín um 2:05 min über dem Rekord. Zum Europarekord fehlten ihm 3:40 min, zum Weltrekord 4:06 min.

## Legende
Kurze Übersicht zur Bedeutung der Symbolik – so üblicherweise auch in sonstigen Veröffentlichungen verwendet:
| PB   | Persönliche Bestleistung                 |
| SB   | Saisonbestleistung                       |
| DSQ  | disqualifiziert                          |
| Bod  | Verwarnung für Verlust des Bodenkontakts |
| Knie | Verwarnung für fehlende Kniestreckung    |

## Ergebnis

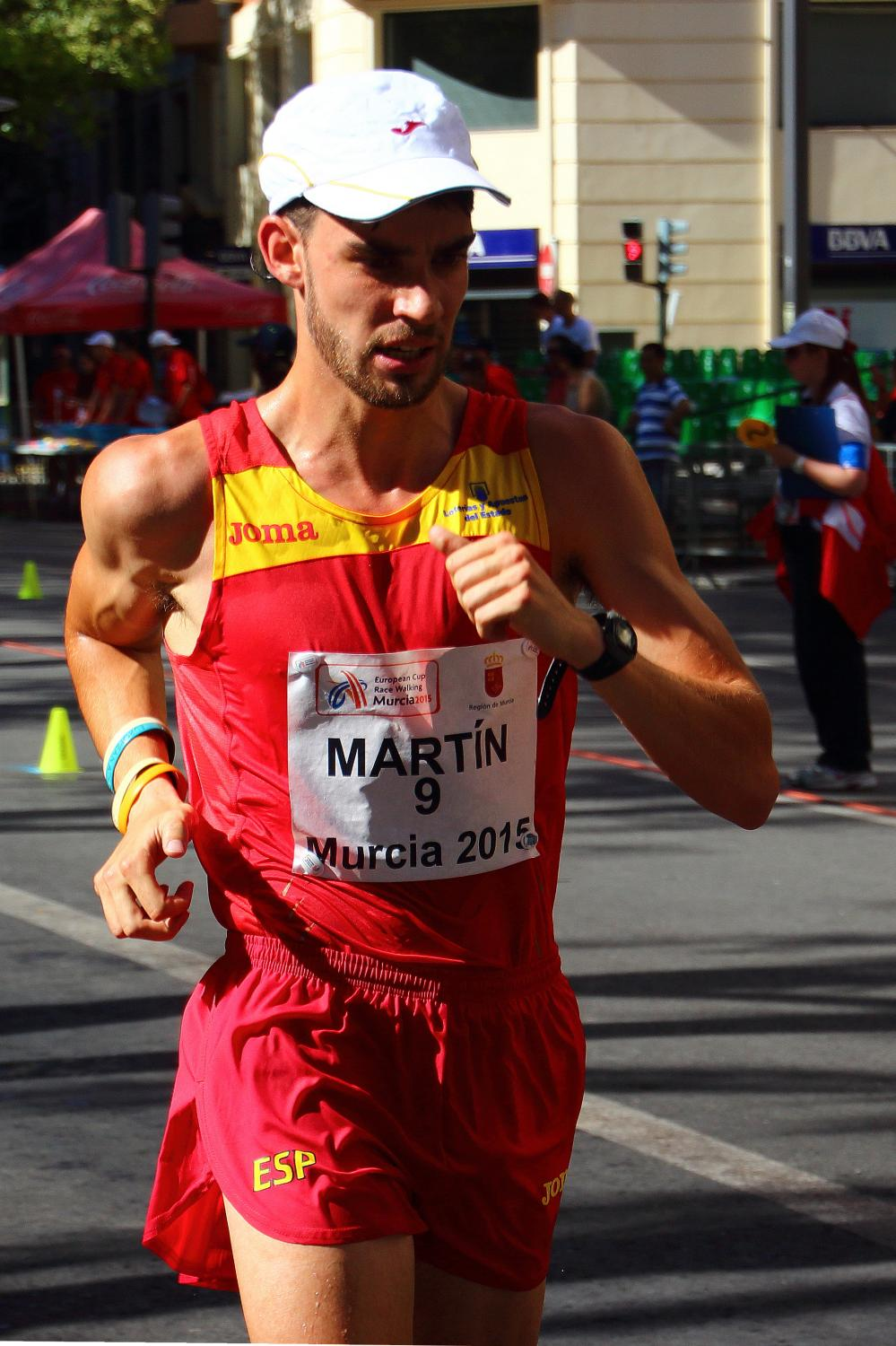
Europameister Álvaro Martín

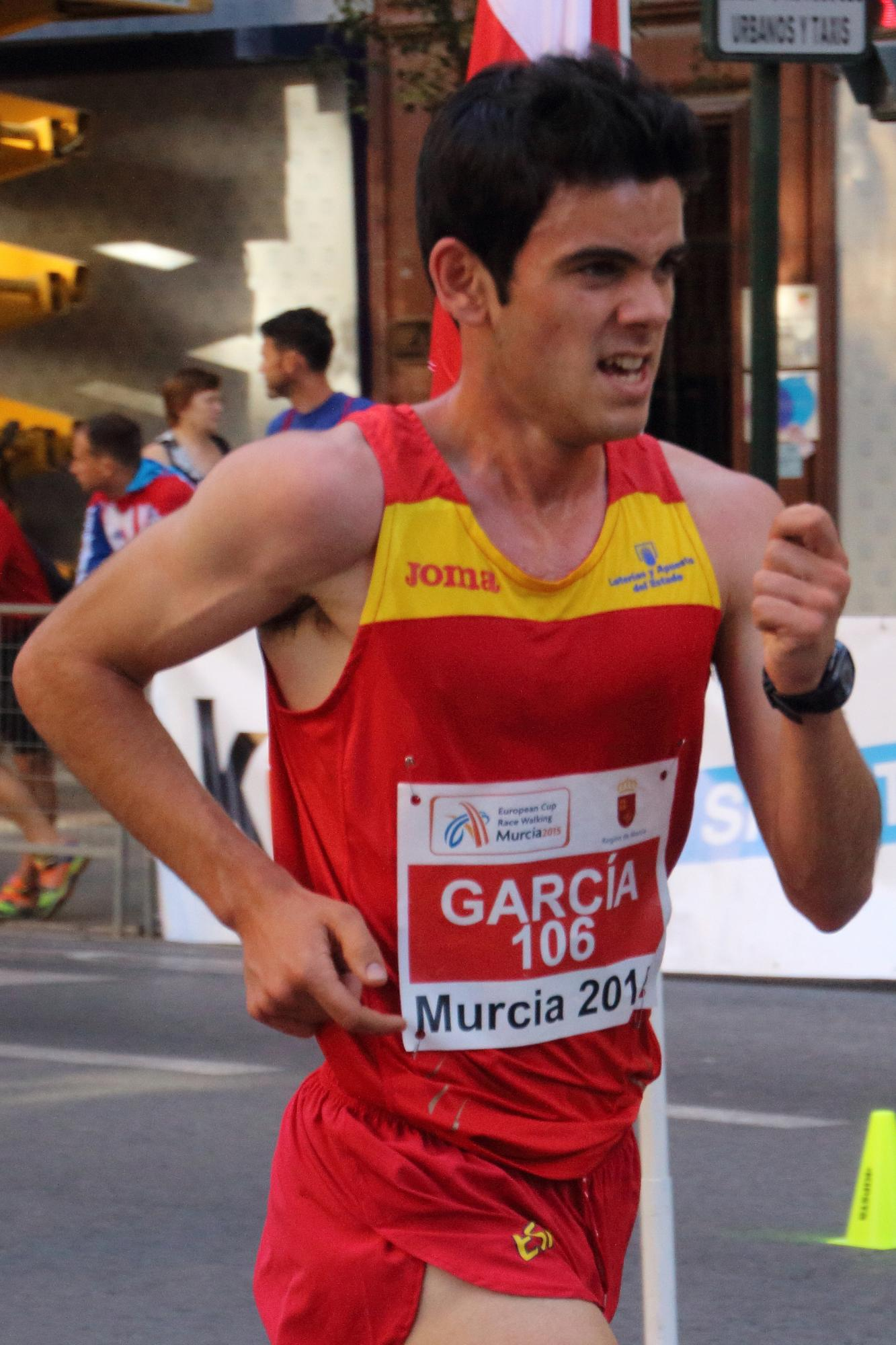
Vizeeuropameister Diego García Carrera

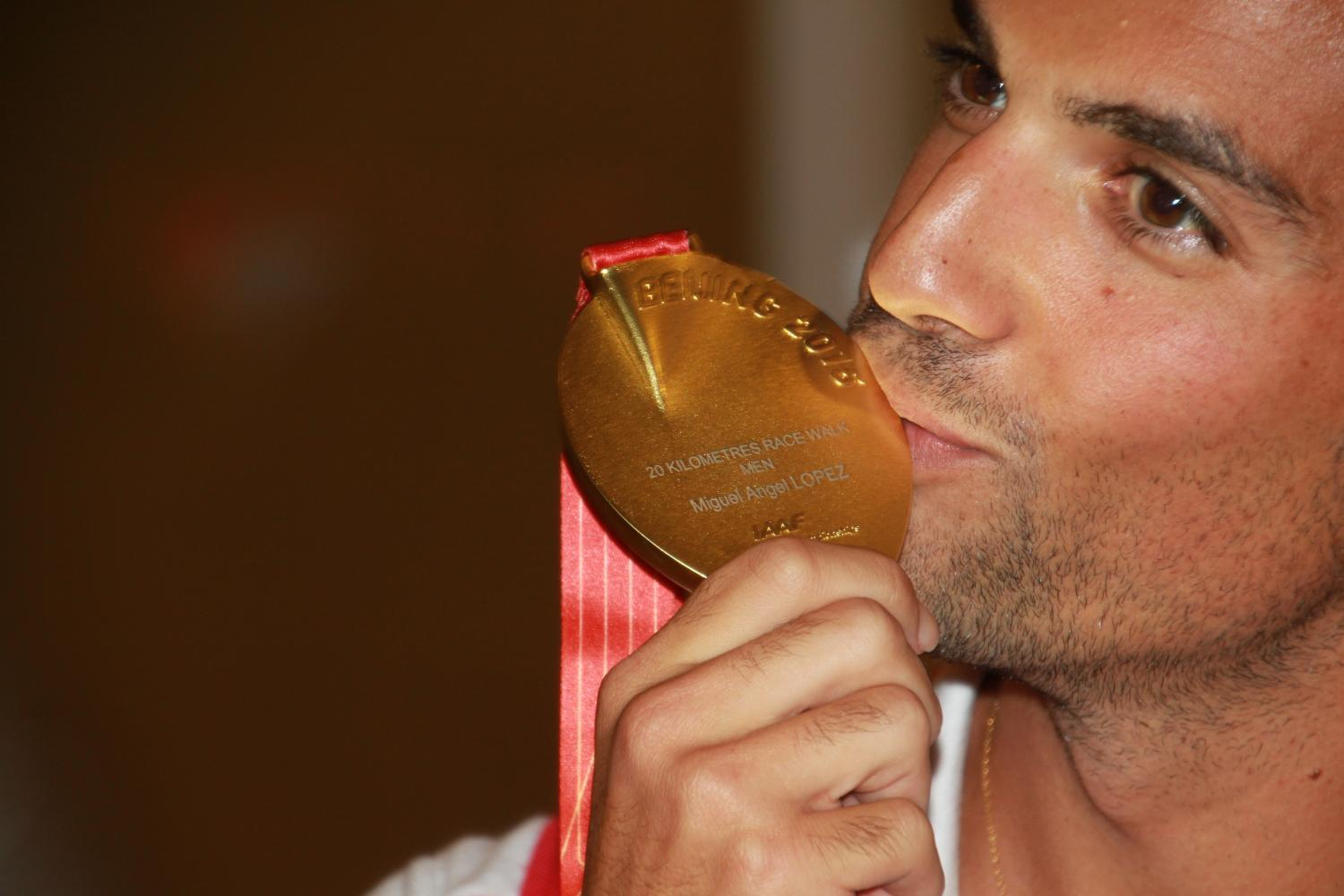
Miguel Ángel López nach seinem Sieg bei den Weltmeisterschaften 2015 – im Wettkampf hier in Berlin auf Rang sechs

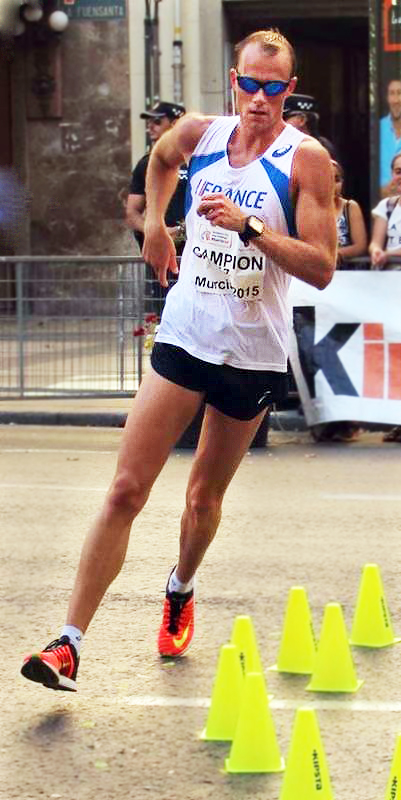
Kévin Campion – Rang neun

11. August 2018, 10:55 Uhr MESZ
| Platz | Athlet                  | Land                        | Zeit (h)           | Verwarnungen      |
| ----- | ----------------------- | --------------------------- | ------------------ | ----------------- |
|       | Álvaro Martín           | Spanien                     | 1:20:42 SB         | Bod               |
|       | Diego García            | Spanien                     | 1:20:48            |                   |
|       | Wassili Misinow         | Authorised Neutral Athletes | 1:20:50            | Bod / Bod         |
| 4     | Massimo Stano           | Italien                     | 1:20:51 PB         | Bod               |
| 5     | Nils Brembach           | Deutschland                 | 1:21:25 SB         |                   |
| 6     | Miguel Ángel López      | Spanien                     | 1:21:27            |                   |
| 7     | Tom Bosworth            | Großbritannien              | 1:21:31            |                   |
| 8     | Hagen Pohle             | Deutschland                 | 1:21:35 SB         |                   |
| 9     | Kévin Campion           | Frankreich                  | 1:21:52 SB         | Knie / Bod        |
| 10    | Alex Wright             | Irland                      | 1:22:18 SB         | Bod /Bod          |
| 11    | Wiktor Schumik          | Ukraine                     | 1:22:24 PB         | Bod / Bod         |
| 12    | Iwan Lossew             | Ukraine                     | 1:22:28            |                   |
| 13    | Christopher Linke       | Deutschland                 | 1:22:33            |                   |
| 14    | Gabriel Bordier         | Frankreich                  | 1:22:39            |                   |
| 15    | Alexandros Papamichail  | Griechenland                | 1:22:51            |                   |
| 16    | Francesco Fortunato     | Italien                     | 1:23:04 SB         |                   |
| 17    | Luís Alberto Amezcua    | Spanien                     | 1:23:33            |                   |
| 18    | Aljaksandr Ljachowitsch | Belarus                     | 1:24:07            | Bod               |
| 19    | Dawid Tomala            | Polen                       | 1:25:06            |                   |
| 20    | Perseus Karlström       | Schweden                    | 1:25:16            | Knie              |
| 21    | Cian McManamon          | Irland                      | 1:25:43            |                   |
| 22    | Miroslav Úradník        | Slowakei                    | 1:25:44            |                   |
| 23    | Oleksij Kasanin         | Ukraine                     | 1:26:49            | Bod               |
| DSQ   | Artur Brzozowski        | Polen                       |                    | Knie / Bod / Knie |
| DSQ   | Salih Korkmaz           | Türkei                      | Bod / Bod / Bod    |                   |
| DSQ   | Giorgio Rubino          | Italien                     | Bod / Bod / Bod    |                   |
| DSQ   | Florin Alin Știrbu      | Rumänien                    | Knie / Knie / Knie |                   |
| DSQ   | Callum Wilkinson        | Großbritannien              | Bod / Bod / Bod    |                   |

| Zwischenzeiten | Zwischenzeiten | Zwischenzeiten                                                                                  | Zwischenzeiten |
| Marke          | Zwischenzeit   | Führende(r)                                                                                     | 2-km-Zeit      |
| -------------- | -------------- | ----------------------------------------------------------------------------------------------- | -------------- |
| 2 km           | 8:19 min       | Komplettes Feld                                                                                 | 8:19 min       |
| 4 km           | 16:33 min      | 25-köpfige Führungsgruppe                                                                       | 8:14 min       |
| 6 km           | 24:46 min      | 24-köpfige Führungsgruppe                                                                       | 8:13 min       |
| 8 km           | 32:57 min      | 19-köpfige Führungsgruppe                                                                       | 8:11 min       |
| 10 km          | 41:08 min      | 19-köpfige Führungsgruppe                                                                       | 8:11 min       |
| 12 km          | 49:16 min      | 17-köpfige Führungsgruppe                                                                       | 8:08 min       |
| 14 km          | 57:18 min      | Massimo Stano mit 10-köpfiger Führungsgruppe                                                    | 8:02 min       |
| 16 km          | 1:05:10 h000   | Martín, García, Misinow, Stano, Bosworth – Brembach, Pohle, Brozowski 10 s zurück               | 7:52 min       |
| 18 km          | 1:12:57 h000   | Martín, García, Misinow – Stano 8 s zurück – Bosworth 21 s zurück – Brembach, Pohle 31 s zurück | 7:47 min       |
| 20 km          | 1:20:42 h000   | Álvaro Martín                                                                                   | 7:45 min       |

Zu den Topfavoriten gehörte hier vor allem der Spanier Miguel Ángel López. Er war der Weltmeister von 2015 sowie Europameister von 2014 und damit auch Titelverteidiger, denn bei den Leichtathletik-Europameisterschaften 2016 war dieser Wettbewerb nicht ausgetragen worden. Stark einzuschätzen waren in jedem Fall auch seine spanischen Landsleute Diego García Carrera und Álvaro Martín. Mit guten Aussichten startete der Deutsche Christopher Linke als WM-Fünfter von 2017 und EM-Fünfter von 2014.
Die Geher bestritten diesen Wettkampf lange in gleichmäßigem nicht allzu schnellem Tempo. Gebummelt wurde bei Zwei-Kilometer-Abschnitten von knapp über acht Minuten allerdings auch nicht. Lange blieb das Feld bzw. eine große Führungsgruppe zusammen. Niemand legte es darauf an, sich frühzeitig von seinen Konkurrenten abzusetzen. Nur ganz allmählich wurde diese Gruppe kleiner. Neunzehn Geher waren bei Streckenhälfte noch gemeinsam vorn, bei Kilometer zwölf waren es noch siebzehn und bei Kilometer vierzehn lagen immer noch zehn Athleten beisammen.
Nun allerdings wurde es schneller. Mit den beiden Spaniern Martín und García, dem unter neutraler Flagge startenden Wassili Misinow, dem Italiener Massimo Stano sowie dem Briten Tom Bosworth konnten sich fünf Geher absetzen. Zehn Sekunden dahinter folgten die beiden Deutschen Nils Brembach und Hagen Pohle zusammen mit dem Polen Artur Brzozowski, der bald danach seine dritte rote Karte erhielt und damit disqualifiziert war. Dann fiel auch Bosworth zurück, ein wenig später Stano. So war zwei Kilometer vor dem Ziel noch eine Dreiergruppe mit Martín, García und Misinow vorn. Acht Sekunden zurück folgte Stano, Bosworth lag 21 Sekunden zurück, die nächsten Verfolger waren Brembach und Pohle mit 31 Sekunden Rückstand. Den stärksten Schlussabschnitt ging Álvaro Martín, der mit acht Sekunden Vorsprung vor Diego García Carrera Europameister wurde. Wassili Misinow gewann nur zwei weitere Sekunden dahinter die Bronzemedaille. Vierter wurde Massimo Stano, der am Ende noch bis auf eine Sekunde an Misinow herangekommen war. Nils Brembach belegte Rang fünf vor dem am Schluss noch einmal stark aufkommenden Miguel Ángel López. Auf Platz sieben folgte Tom Bosworth, Hagen Pohle wurde Achter.

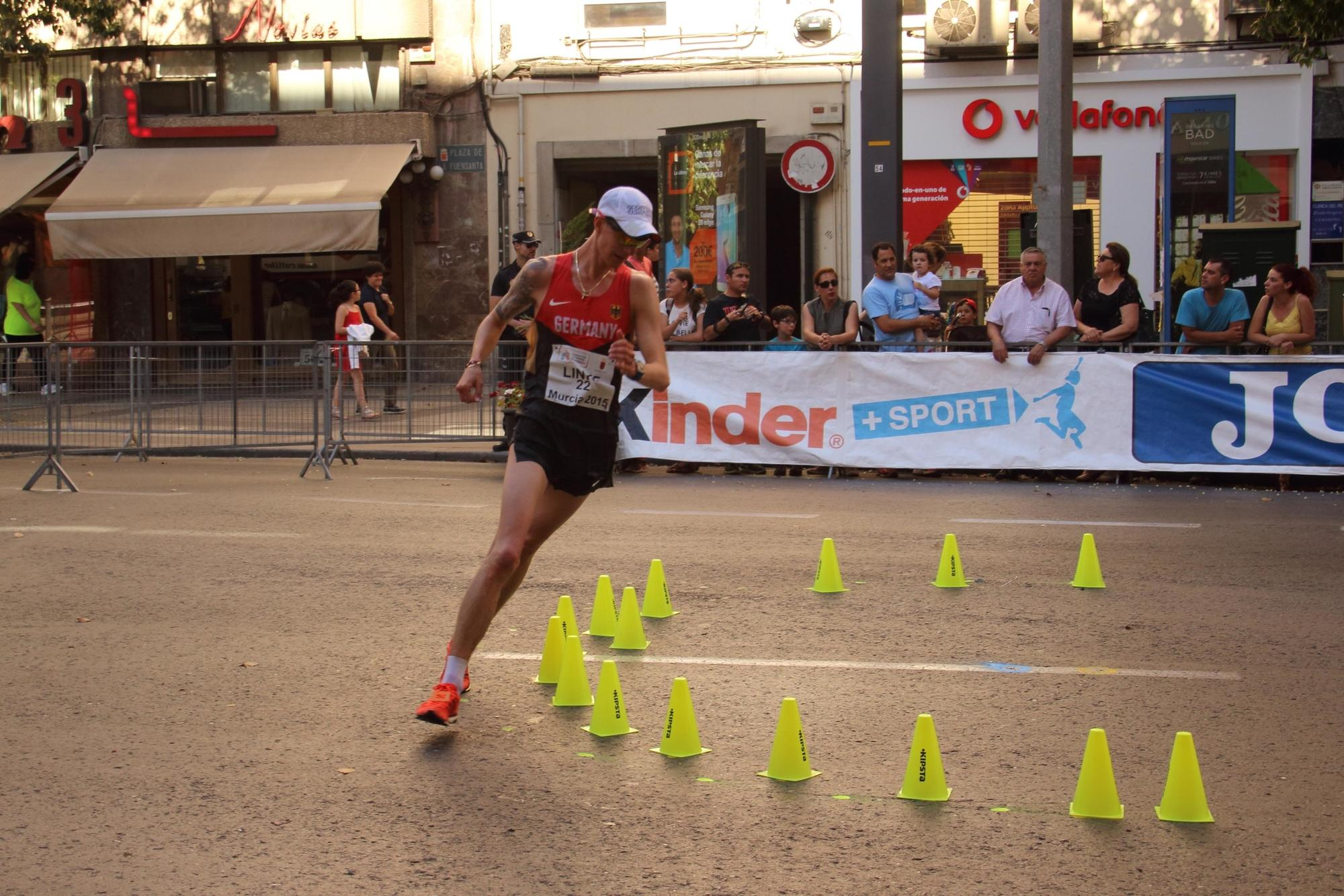
Christopher Linke – Rang dreizehn
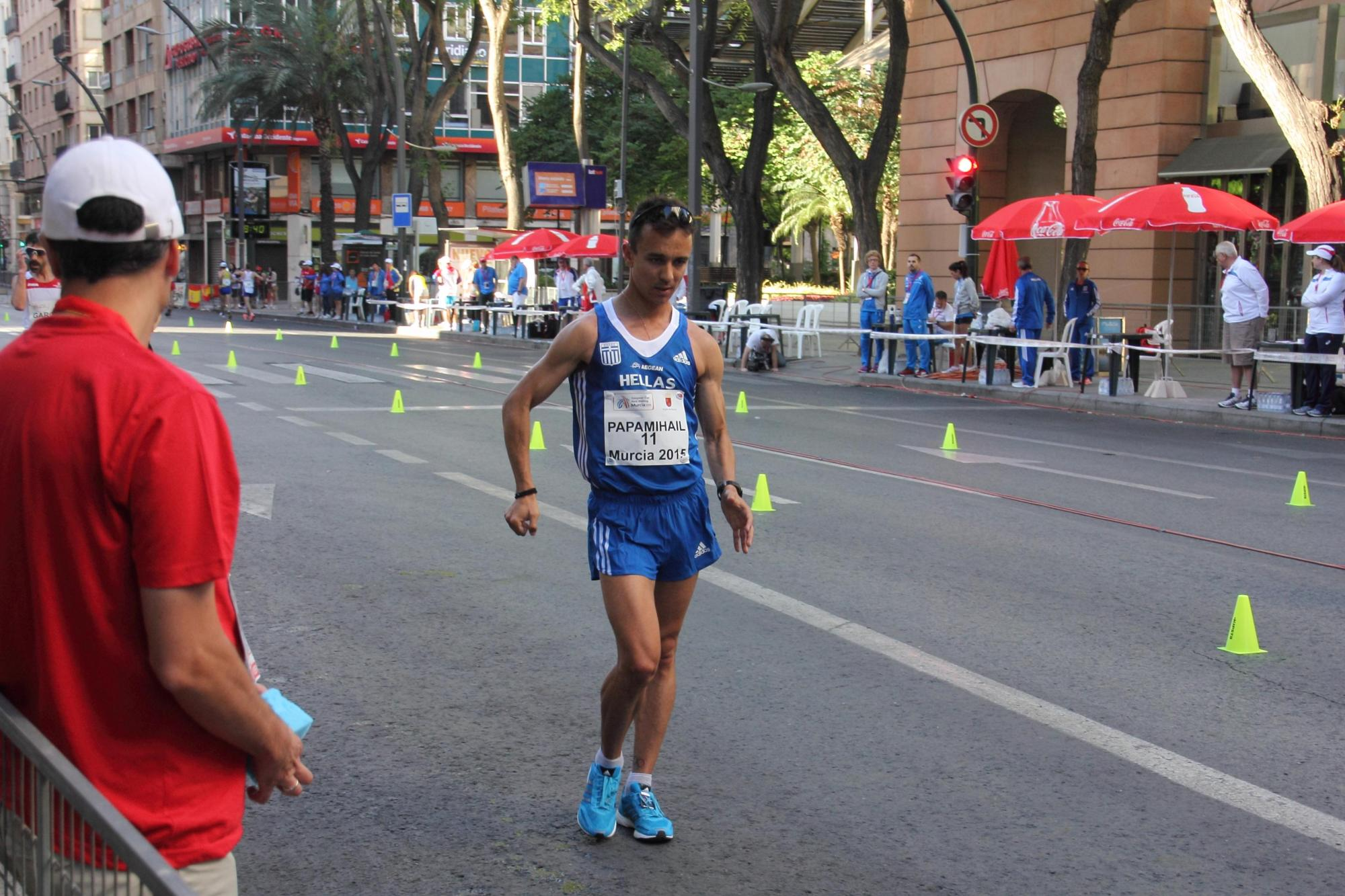
Alexandros Papamihail – Rang fünfzehn
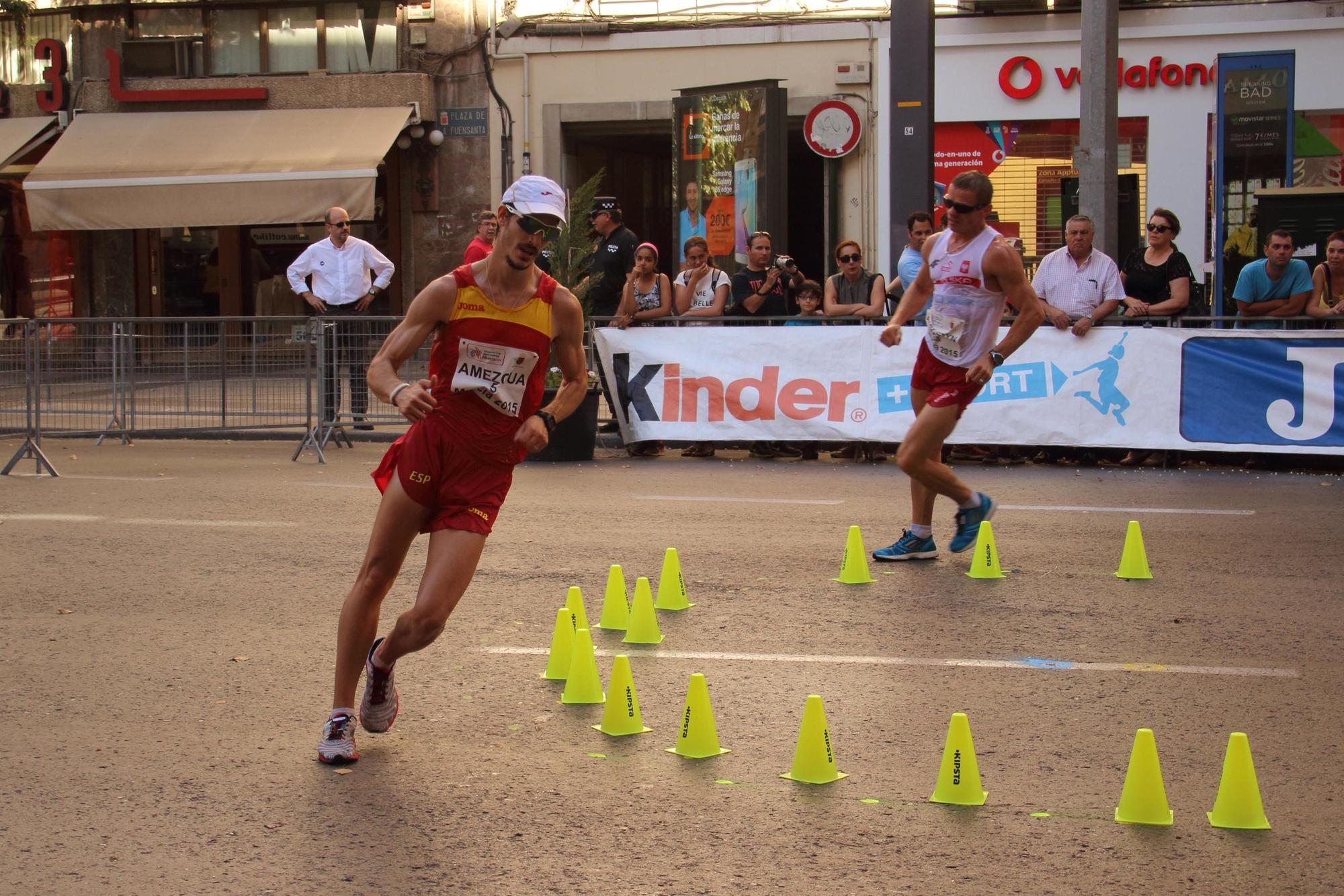
Luís Alberto Amezcua (links) – Rang siebzehn

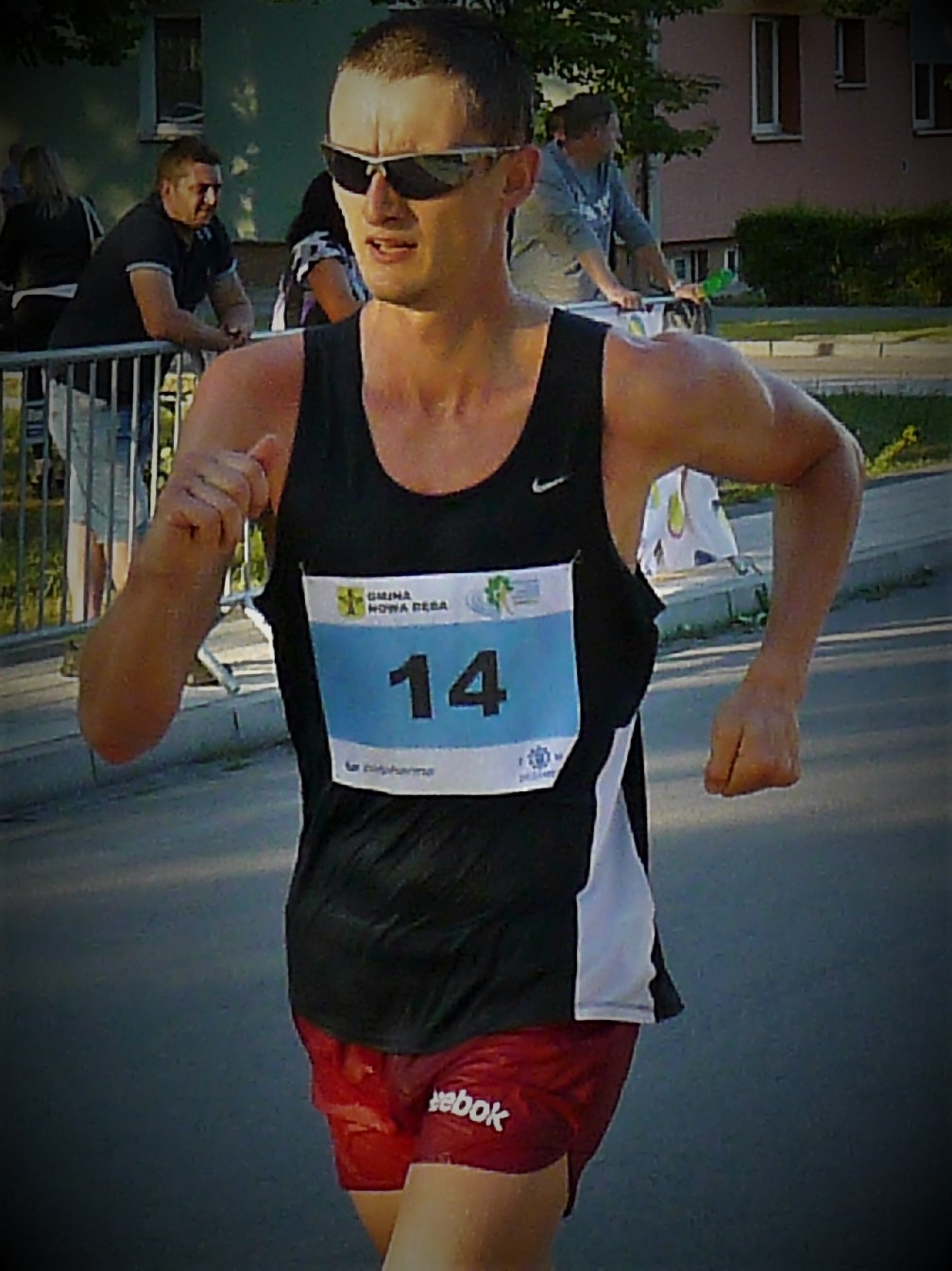
Dawid Tomala – Rang neunzehn
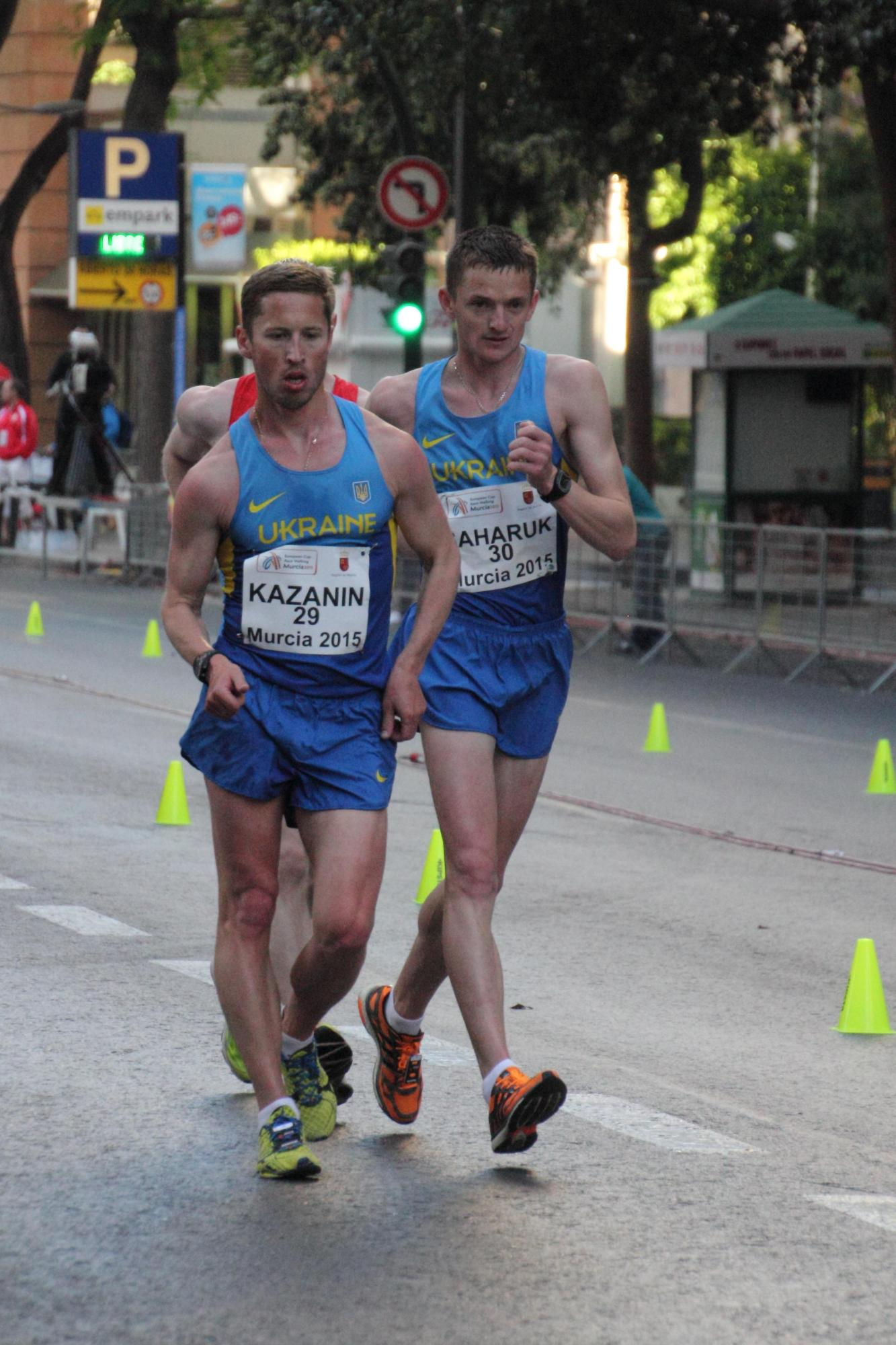
Oleksij Kasanin (links) – Rang 23
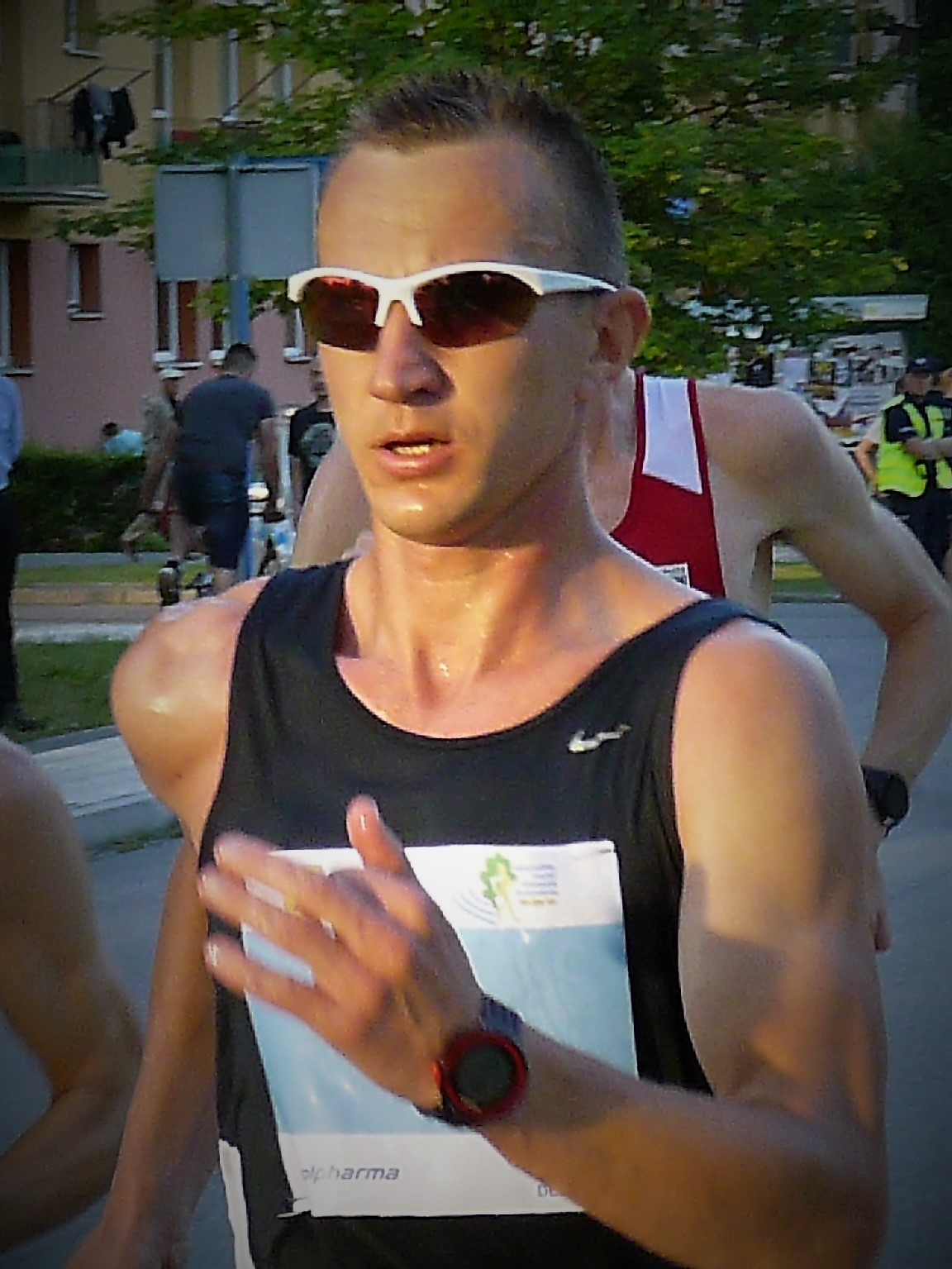
Artur Brozowski – disqualifiziert
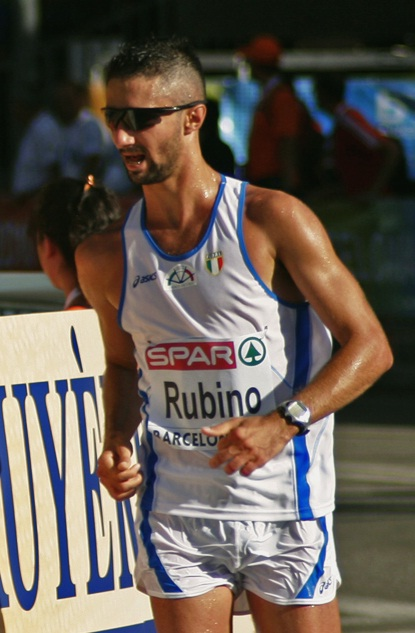
Girogio Rubino – disqualifiziert